# Joost Schmidt
Joost Schmidt (Wunstorf, 5 gennaio 1893 – Norimberga, 2 dicembre 1948) è stato un tipografo e pittore tedesco insegnò presso la scuola d'arte tedesca Bauhaus.

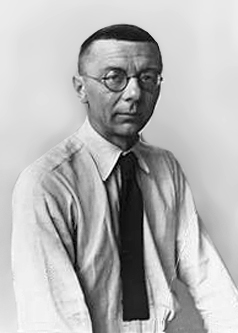
Joost Schmidt, Dessau 1932.

Disegnò il poster per la mostra della scuola del 1923 presso Weimar.

## Galleria d'immagini

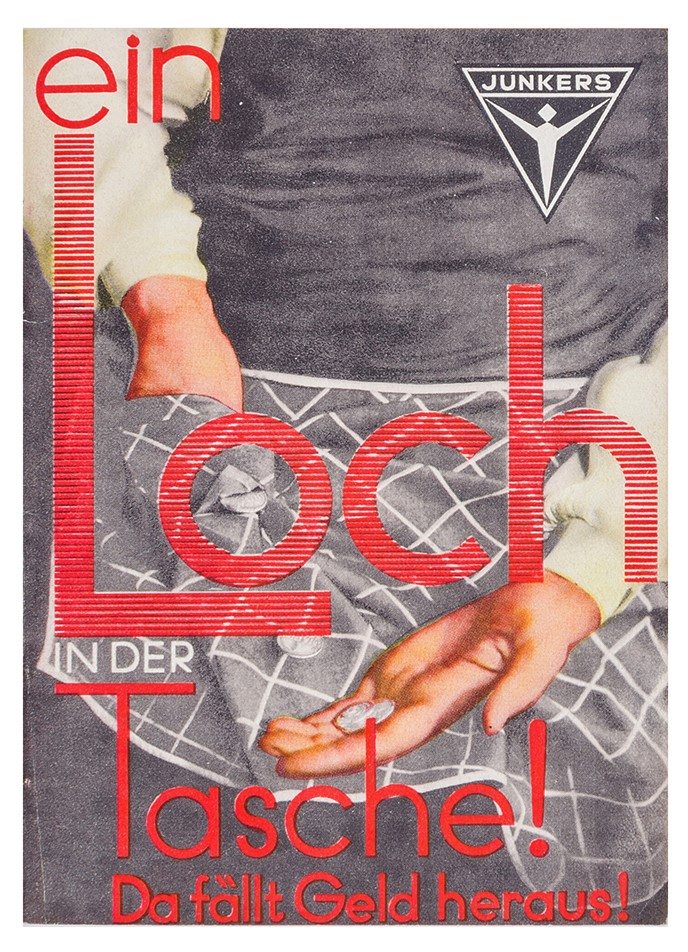
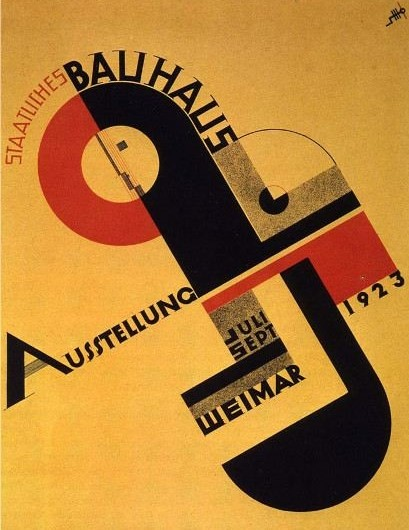
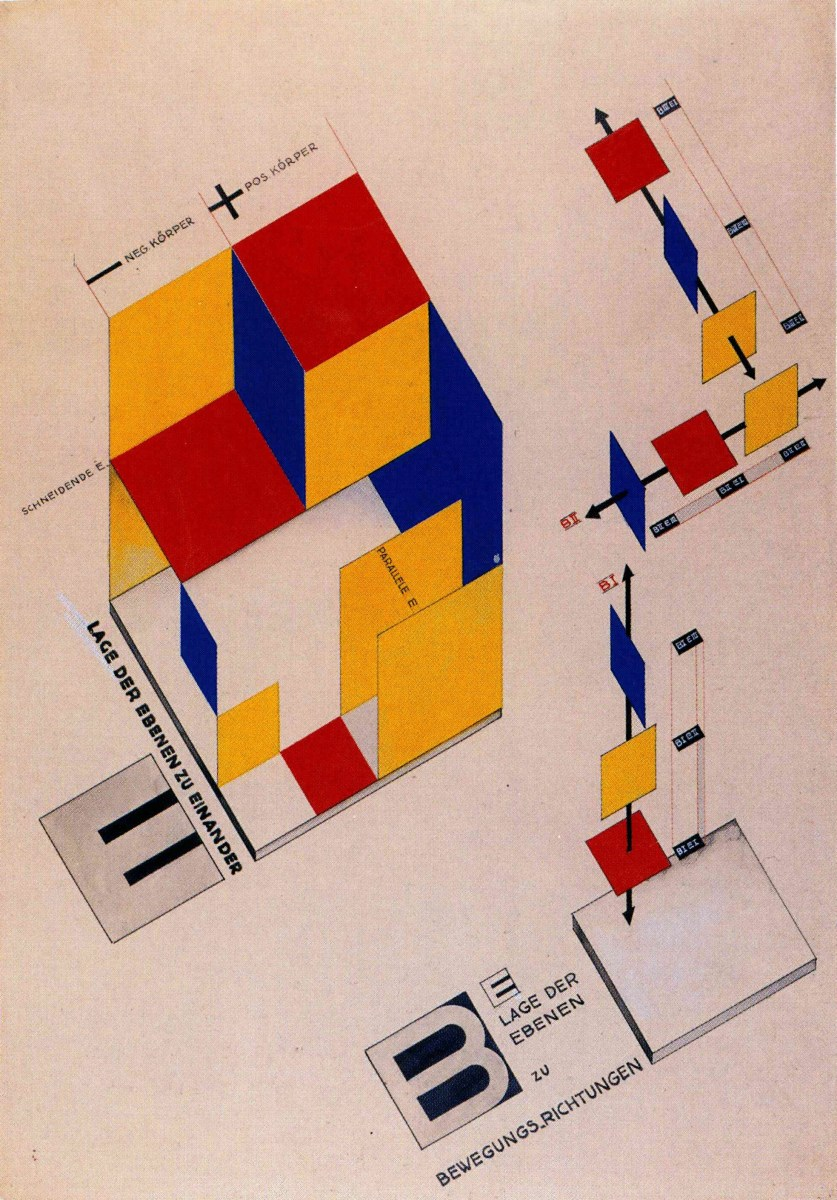
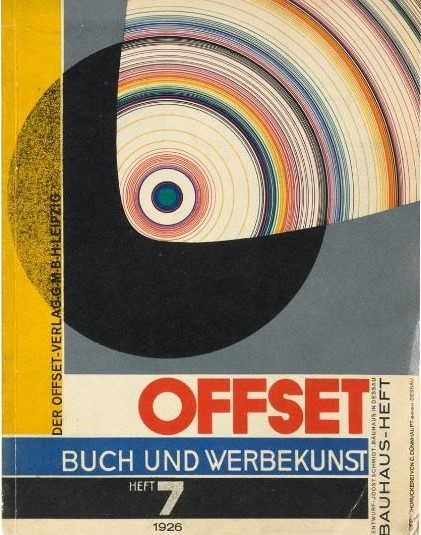